# Els dos nobles cavallers
Els dos nobles cavallers (en anglès: The Two Noble Kinsmen) és una comèdia escrita entre John Fletcher i William Shakespeare. Tanmateix, l'obra no va incloure's al First Folio.

## Argument
L'obra és una tragicomèdia romàntica basada en El conte del cavaller, de Geoffrey Chaucer, amb l'afegiment d'una trama alternativa que complementa l'acció principal.
Palamó i Arcite, cosins i millors amics, són segrestats pels atenesos després de la derrota de llur ciutat: Tebes. Des de la finestra del calabós veuen la princesa Emília, i ja que ambdós s'enamoren d'ella, llur amistat es perd, i sorgeix una gran rivalitat. Quan Arcite és posat en llibertat li és prohibit tornar a Atenes, però ell desobeeix aquesta prohibició i hi torna a la recerca d'Emília, de qui és nomenat assessor.
Mentrestant, la filla de l'escarceller s'enamora de Palamó i l'ajuda a escapar-ne. Llavors ell es troba amb Arcite. Per acabar amb la seva competència per Emília, decideixen lluitar en un torneig públic. La filla de l'escarceller, traïda, s'enutja, però el seu primer amor la convenç que ell és Palamó.
Abans del torneig, Arcite demana als déus que el deixin guanyar la batalla; Palamó, d'altra banda, que pugui casar-se amb Emília; i ella, que qui s'hi gairebé sigui el que més se l'estimi. Cada súplica és concedida: Arcite guanya el combat, però cau del cavall i mor, deixant Palamó compromès amb Emília.

## Data i edicions
Tot i que la primera producció de l'obra sembla datar de l'any 1613, no es va editar fins 1634. La segona edició forma part d'una col·lecció de les obres dramàtiques de John Fletcher i Francis Beaumont i data de l'any 1679.
El setembre de 2020, diversos mitjans internacionals van informar que un professor de la Universitat de Barcelona, John Stone, havia descobert un exemplar de l'edició de 1634 a la biblioteca del Royal Scots College de Salamanca. Així, El dos nobles cavallers és el primer text de Shakespeare en circular a Espanya.